# Vigdis Hjorth

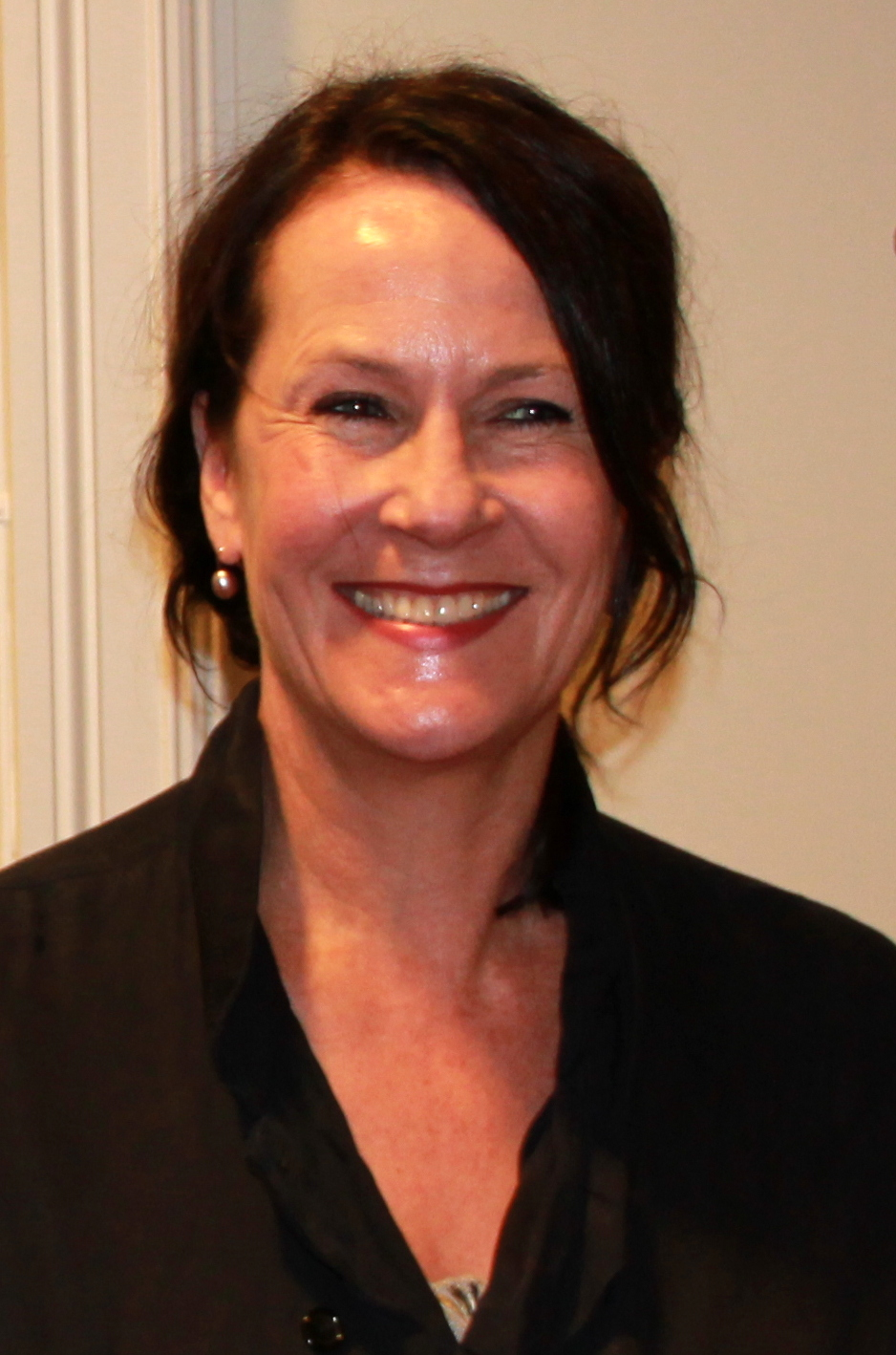
Vigdis Hjorth, 2012

Vigdis Hjorth (Oslo, 19 de julio de 1959) es una escritora noruega.

## Biografía
Oriunda de Oslo, estudió ciencias políticas, filosofía y filología
Su primera publicación fue el libro infantil Pelle-Ragnar i den gule gården de 1983. Su primera novela para público adulto es Drama med Hilde (1987), y Om nue (2001) es considerada su novela clave.
En 2009 la condenaron a 30 días de prisión por conducir ebria. Cumplió su condena en Sandefjord como cuenta en su novela Trevde dager i Sandefjord.
Su novela de 2016 Arv og miljø, narra la historia de una herencia y menciona el tema del incesto, lo que tuvo cierta controversia en su país sobre todo porque muchas de sus novelas son autobiográficas.
Entre otros premios literarios, obtuvo el Premio Dobloug en 2018.
Vive con su marido y sus tres hijos en Asker.

## Obra
- 1987: Drama med Hilde
- 1989: Med hånden på hjertet
- 1990: Tungekysset og Drømmen
- 1990: Et dikt til mormor
- 1992: Fransk åpning
- 1995: Død sheriff
- 1995: Ubehaget i kulturen
- 1996: Hysj
- 1998: Takk, ganske bra
- 1999: En erotisk forfatters bekjennelser
- 1999: Den første gangen
- 2000: Hva er det med mor
- 2001: Om bare
- 2003: 17.15 til Tønsberg
- 2005: Fordeler og ulemper ved å være til
- 2007: Hjulskift
- 2008: Tredje person entall
- 2010: Snakk til meg
- 2011: Tredve dager i Sandefjord
- 2012: Leve posthornet
- 2012: Hysj
- 2014: Et norsk hus
- 2016: Arv og miljø
- 2018: Lærerinnens sang